# Liste der Pfarren im Dekanat Oberes Ennstal – Steirisches Salzkammergut
Das Dekanat Oberes Ennstal – Steirisches Salzkammergut war ein Dekanat der römisch-katholischen Diözese Graz-Seckau. Es ist im Zuge der diözesanen Strukturreform am 1. September 2020 in die Region Ennstal und Ausseerland übergegangen. Das Dekanat umfasste 23 Pfarren.

## Liste der Pfarren mit Kirchengebäuden
| Ort                      | Pfarrverband                                         | Seit                                                         | Patrozinium | Kirchen, Seelsorgestellen | Bild                        |
| ------------------------ | ---------------------------------------------------- | ------------------------------------------------------------ | --- | --- | --------------------------- |
| Altaussee                | Bad Aussee – Altaussee – Grundlsee                   | 1892 (err., Vikariat 1770, Pfarrk. gen. 1224)                | Hl. Ägidius, 1. September (Anb. erster Sonntag im Oktober)                                                              | Pfarrkirche Altaussee Hl. Barbara im Salzberg | Pfarrkirche Altaussee       |
| Aich-Assach              | Assach – Haus – Schladming – Ramsau a. D. – Pichl    | 1860 (err., Lokalie 1787, Pfarrk. gen. 1225)                 | Hl. Nikolaus, 6. Dezember (Anb. 1. April)                                                                               | Pfarrkirche Assach Messkapellen: Herz Jesu in der Au, Maria Dorn in Aich | Pfarrkirche Aich            |
| Bad Aussee               | Bad Aussee – Altaussee – Grundlsee                   | 1301 (err. als Vikariat, Pfarrk. gen. 1224)                  | Hl. Paulus (Bekehrung), 25. Jänner (Anb. 28. Juni, Kirchweihtag: Sonntag nach Peter und Paul)                           | Pfarrkirche Bad Aussee Kirchen: Kalvarienbergkirche zum hl. Leonhard, Spitalskirche zum hl. Geist Messkapelle: Kreuzerhöhung bei den Kreuzschwestern | Pfarrkirche Bad Aussee      |
| Bad Mitterndorf          | Bad Mitterndorf – Kumitz – Tauplitz                  | 1334 (gen.)                                                  | Hl. Margareta, 20. Juli (Anb. 29. März, Kirchw. dritter Sonntag im Oktober)                                             | Pfarrkirche Bad Mitterndorf | Pfarrkirche Bad Mitterndorf |
| Donnersbach              | Irdning – Donnersbach – Donnersbachwald              | 1861 (err., Vikariat 1786, alte Ägidiuskirche 1357)          | Hl. Ägidius, 1. September (Anb. 22. November, Kirchw. Samstag vor dem dritten Sonntag im Oktober)                       | Pfarrkirche Donnersbach | Pfarrkirche Donnersbach     |
| Donnersbachwald          | Irdning – Donnersbach – Donnersbachwald              | 1892 (err., Vikariat 1754)                                   | Hl. Leonhard, 6. November (Anb. 13. September, Kirchw. Sonntag vor oder nachdem 23. Juli)                               | Pfarrkirche Donnersbachwald | Pfarrkirche Donnersbachwald |
| Gröbming                 | Abtei Admont (Patr.)                                 | um 1170 (gen., Ki. Moosheim gen. vor 1150)                   | Mariä Himmelfahrt, 15. August (Anb. 5. April)                                                                           | Pfarrkirche Gröbming Kirchen: St. Michael in Moosheim (Lokalie 1787–1804), Rosenkranzkönigin in Stein an der Enns Messkapelle: Rosenkranzkönigin in Pruggern | Pfarrkirche Gröbming        |
| Großsölk                 | St. Nikolai in der Sölk – Großsölk                   | 1892 (err., Vikariat 1779, Pfarrk. erb. 1730/40)             | Hl. Leonhard, 6. November (Anb. 31. März, Kirchw. 6. November)                                                          | Pfarrkirche Großsölk | Pfarrkirche Großsölk        |
| Grundlsee                | Bad Aussee – Altaussee – Grundlsee                   | 1952 (err., Pfarrkirche erb. 1890)                           | Hlgst. Herz-Jesu, Herz-Jesu-Fest (Anb. 21. September, Kirchw. Christkönigsfest)                                         | Pfarrkirche Grundlsee Messkapelle hl. Raphael in Gößl | Pfarrkirche Grundlsee       |
| Haus                     | Assach – Haus – Schladming – Ramsau a. D. – Pichl    | 1074 (gen., 1766–1965 Kreisdekanat)                          | Hl. Johannes der Täufer, 24. Juni (Anb. 27. Mai, Kirchw. 15. August)                                                    | Pfarrkirche Haus im Ennstal Kirche: Hl. Margaretha in Oberhaus Messkapellen: Katharinenkapelle Haus im Ennstal, Herz Jesu in Weißenbach, Hl. Kreuz im Pfarrhof, Hl. Maria von Fatima im Altersheim | Pfarrkirche Haus            |
| Irdning                  | Irdning – Donnersbach – Donnersbachwald              | um 1145 (gen.)                                               | Hll. Petrus und Paulus, 29. Juni (Anb. 28. August)                                                                      | Pfarrkirche Irdning Kirchen: Kapuzinerkirche Irdning, Filialkirche Hohenberg, Filialkirche Aigen im Ennstal Messkapellen: Hl. Kreuz in der HBLA Raumberg, Hl. Maria in Altirdning, Hl. Familie in Vorberg, Mariahilf in Aigen, Christkönig im Bezirksaltersheim Irdning Kapelle: Kalvarienbergkapelle | Pfarrkirche Irdning         |
| Kleinsölk                | Benediktiner, Abtei Admont (Ink.) Öblarn – Kleinsölk | 1892 (err., Lokalie 1795)                                    | Kreuzerhöhung, 14. September (Kirchw. 14. September)                                                                    | Pfarrkirche Kleinsölk Messkapelle: Hl. Hubertus am Schwarzensee | Pfarrkirche Kleinsölk       |
| Ramsau am Dachstein      | Assach – Haus – Schladming – Ramsau a. D. – Pichl    | 1859 (err., Vikariat 1747, Pfarrk. erb. 1444, ursp. 12. Jh.) | Hl. Rupert, 24. September (Anb. dritter Sonntag im August, Kirchw. Samstag vor dem dritten Sonntag im Oktober)          | Pfarrkirche Kulm in der Ramsau | Pfarrkirche Kulm            |
| Kumitz                   | Bad Mitterndorf – Kumitz – Tauplitz                  | 1892 (err., Lokalie 1787, Pfarrk. erb. bis 1773)             | Schmerzen Mariens, 15. September                                                                                        | Pfarrkirche Kumitz Kapelle: Lourdeskapelle im Pfarrhof | Pfarrkirche Kumitz          |
| Öblarn                   | Benediktiner, Abtei Admont (Ink.) Öblarn – Kleinsölk | 1786 (err., Pfarrk. erb. bis 1466)                           | Hl. Andreas, 30. November (Anb. 8. Oktober, Kirchw. 30. November)                                                       | Pfarrkirche Öblarn Messkapellen: Bergkreuzkapelle zur Hl. Anna, Herz-Jesu-Kapelle in Niederöblarn, Pichlerkapelle zur Hl. Maria am Sonnberg | Pfarrkirche Öblarn          |
| Pichl                    | Assach – Haus – Schladming – Ramsau a. D. – Pichl    | 1859 (Vikariat 1762, Pfarrk. gen.: 1258)                     | Hl. Jakobus der Ältere, 25. Juli (Anb. vierter Donnerstag im April, Kirchw. Samstag vor dem dritten Sonntag im Oktober) | Pfarrkirche Pichl an der Enns | Pfarrkirche Pichl           |
| Pürgg-Trautenfels, Pürgg | Stainach – Pürgg – Wörschach                         | um 1193 (gen., Pfarrk. gew. 1130)                            | Hl. Georg, 23. April (Anb. 4. Mai)                                                                                      | Pfarrkirche Pürgg Kirche: St. Johannes am Kalvarienberg Messkapellen: Hll. Josef und Anna im Gräfl. Lambergschen Altersheim Unterburg, Hl. Maria Hilf in Wörschachwald, Hl. Maria Friedenskönigin im Schloss Trautenfels                                                                              | Pfarrkirche Purgg           |
| Schladming               | Assach – Haus – Schladming – Ramsau a. D. – Pichl    | 1857 (err., Vikariat vor 1299)                               | Hl. Achatius, 23. Juni (Anb. letzter Sonntag im Oktober, Kirchw. Pfingstmontag)                                         | Stadtpfarrkirche Schladming | Stadtpfarrkirche Schladming |
| Stainach                 | Stainach – Pürgg – Wörschach                         | 1949 (err., Kaplanei 1946, St. Rupert gen. 1240)             | Hl. Antonius von Padua, 13. Juni (Anb. 24. Juli, Kirchw. 1. November)                                                   | Pfarrkirche Stainach Filialkirche: St. Rupert in Niederhofen Messkapelle: Maria Schnee im Schloss Friedstein | Pfarrkirche Stainach        |
| Sankt Martin am Grimming | Benediktiner, Abtei Admont (Ink.)                    | 1892 (err., Lokalie 1787, Pfarrk. gen. 1201)                 | Hl. Martin, 11. November (Anb. 5. Mai, Kirchw. 11. November)                                                            | Pfarrkirche St. Martin am Grimming | Pfarrkirche St. Martin      |
| Sankt Nikolai im Sölktal | St. Nikolai in der Sölk – Großsölk                   | 1859 (err., Vikariat 1741, Pfarrkirche gen. 1388)            | Hl. Nikolaus, 6. Dezember (Anb. 13. Oktober, Kirchw. 6. Dezember)                                                       | Pfarrkirche St. Nikolai im Sölktal | Pfarrkirche St. Nikolai     |
| Tauplitz                 | Bad Mitterndorf – Kumitz – Tauplitz                  | 1892 (err., Vikariat 1788)                                   | Hl. Kreuz, 3. Mai (Kirchw. zweiter Sonntag im Juli)                                                                     | Pfarrkirche Tauplitz Kirche: Hlgst. Dreifaltigkeit auf der Tauplitzalm | Pfarrkirche Tauplitz        |
| Wörschach                | Stainach – Pürgg – Wörschach                         | 1892 (Lokalie 1788, Pfarrk. erb. 1742)                       | Hl. Anna, 26. Juli (Anb. 29. Mai, Kirchw. Sonntag vor oder nach dem 26. Juli)                                           | Pfarrkirche Wörschach | Pfarrkirche Wörschach       |

## Dechanten
- 1973–2003 Erich Kobilka (1932–2018), Pfarrer in Schladming[1]
- ?–? Peter Schleicher